# Castell de Riga
El Castell de Riga (en letó, Rīgas pils) és un castell que s'aixeca a la riba del riu Dvinà Occidental, a Riga, la capital de Letònia. El castell es va començar a construir el 1330. Aquesta estructura original es va modificar i refer completament entre 1497 i 1515. Durant el domini suec del castell, es van construir diversos espais annexos el 1641. La fortalesa fou engrandida contínuament i reconstruïda entre el segle xvii i el XIX. El 1930 es van fer uns treballs de renovació per part de l'arquitecte Eižens Laube. El govern letó va declarar el castell com la seva residència oficial el 1938 i avui dia és la residència oficial del president de Letònia, alhora que també és la seu de diversos museus.

## Història

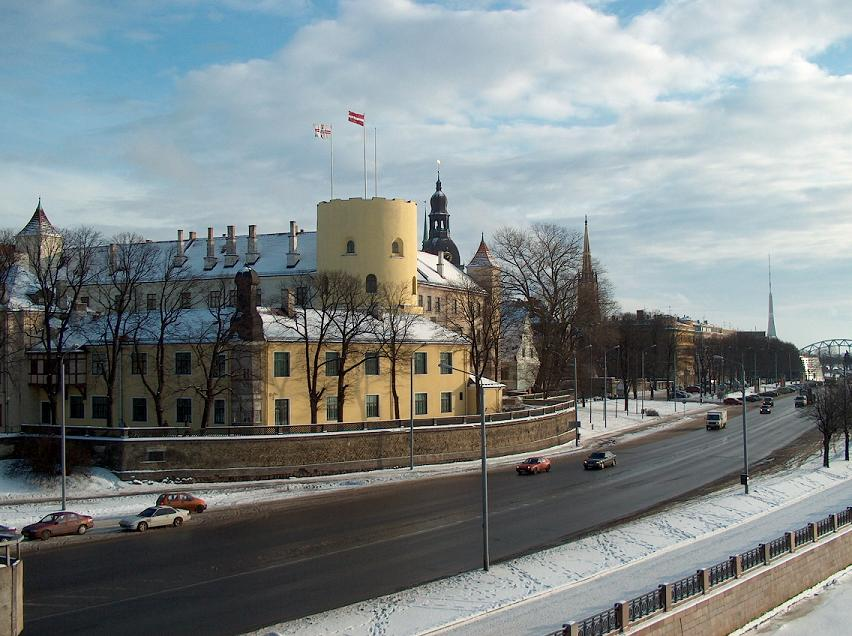
El castell de Riga

El castell es va construir basant-se en un tractat entre Riga i l'Orde Livonià al segle xiv. Durant el segle xiii els habitants de Riga s'havien revoltat contra l'Orde i havien destruït el castell que tenien al centre de la ciutat. A causa de les baralles constants amb els habitants de Riga, l'Orde va triar un espai per construir el castell fora dels límits de la ciutat, i així no va reconstruir el castell original al centre de la ciutat. Es va triar un espai ocupat pel Convent del Sant Esperit, un hospital per a pobres, que va ser traslladat al centre de la ciutat, on hi havia el castell original. El castell servia com a residència del mestre de l'Orde Livonià, però com que els conflictes amb els habitants de Riga van continuar, el mestre va fixar la seva residència al Castell de Cēsis. En nous enfrontaments els habitants de Riga atacaven el castell i era destruït parcialment i a vegades ells mateixos eren obligats a reconstruir-lo. El 1484 va ser destruït, però es va reconstruir completament entre 1497 i 1515. Després de la Unió de Wilno el 1561, l'Orde va deixar d'existir i el castell va passar a mans del Gran Ducat de Lituània i des de 1569 a la Confederació de Polònia i Lituània. El 1621 Riga va entrar a formar part de l'Imperi Suec i el castell va ser usat com a seu de l'administració sueca.
Després que la ciutat caigués en mans de l'Imperi Rus a principis del segle xviii, el castell va esdevenir seu de la cort de la Governació de Livònia, que incloïa molt de territori actual de Letònia i Estònia i va servir de residència per al governador general.
 Des de 1922 el castell va esdevenir residència del President de Letònia. Després de l'ocupació soviètica, el castell va acollir la casa del Consell de Comissaris del Poble de la República Socialista Soviètica de Letònia entre 1940 i el 1941, precedent de l'organització administrativa de la Unió Soviètica. Van ocupar la part nord del castell, mentre que l'ala sud va servir per als museus. Després de la independència de Letònia als anys 1990, el castell va tornar a ser residència del president de Lituània

## Arquitectura

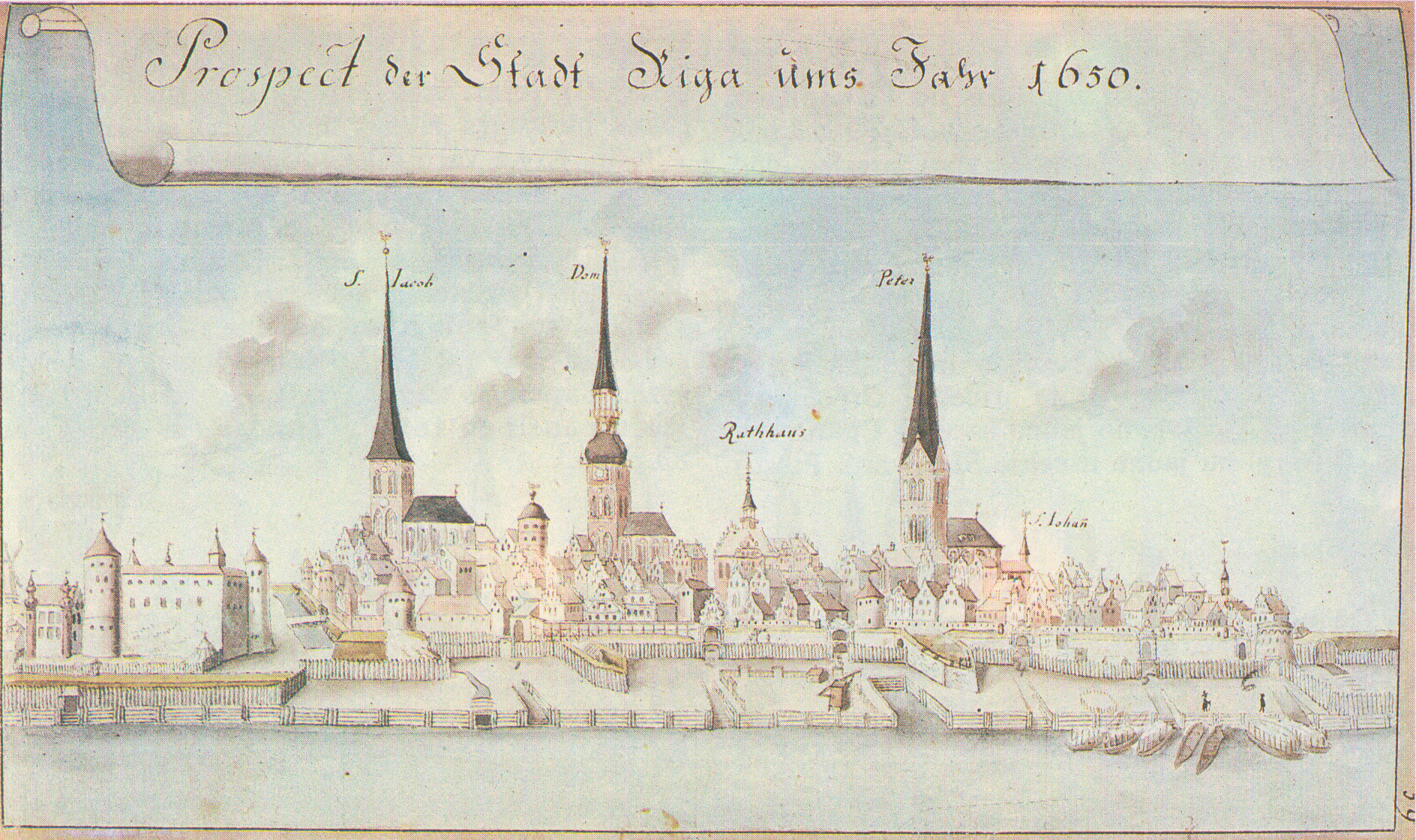
Riga al 1650. A la part de l'esquerra es pot veure el castell. Dibuix de Johann Christoph Brotze

El castell original era un edifici de tres plantes que tancava un pati rectangular, i tenia quatre torres rectangulars als costats. Després de la destrucció del castell de 1484, es va reconstruir amb dues torres circulars d'acord amb les novetats en tecnologia militar, una de les quals encara es pot veure avui dia pintada de color groc. El castell es va desenvolupar fins al segle xvii, amb obres constants. El 1682 l'arsenal fou engolit pel castell i va ser enderrocat un centenar d'anys després per construir a partir de 1783 un edifici amb funcions judicials.

## Incendi de 2013

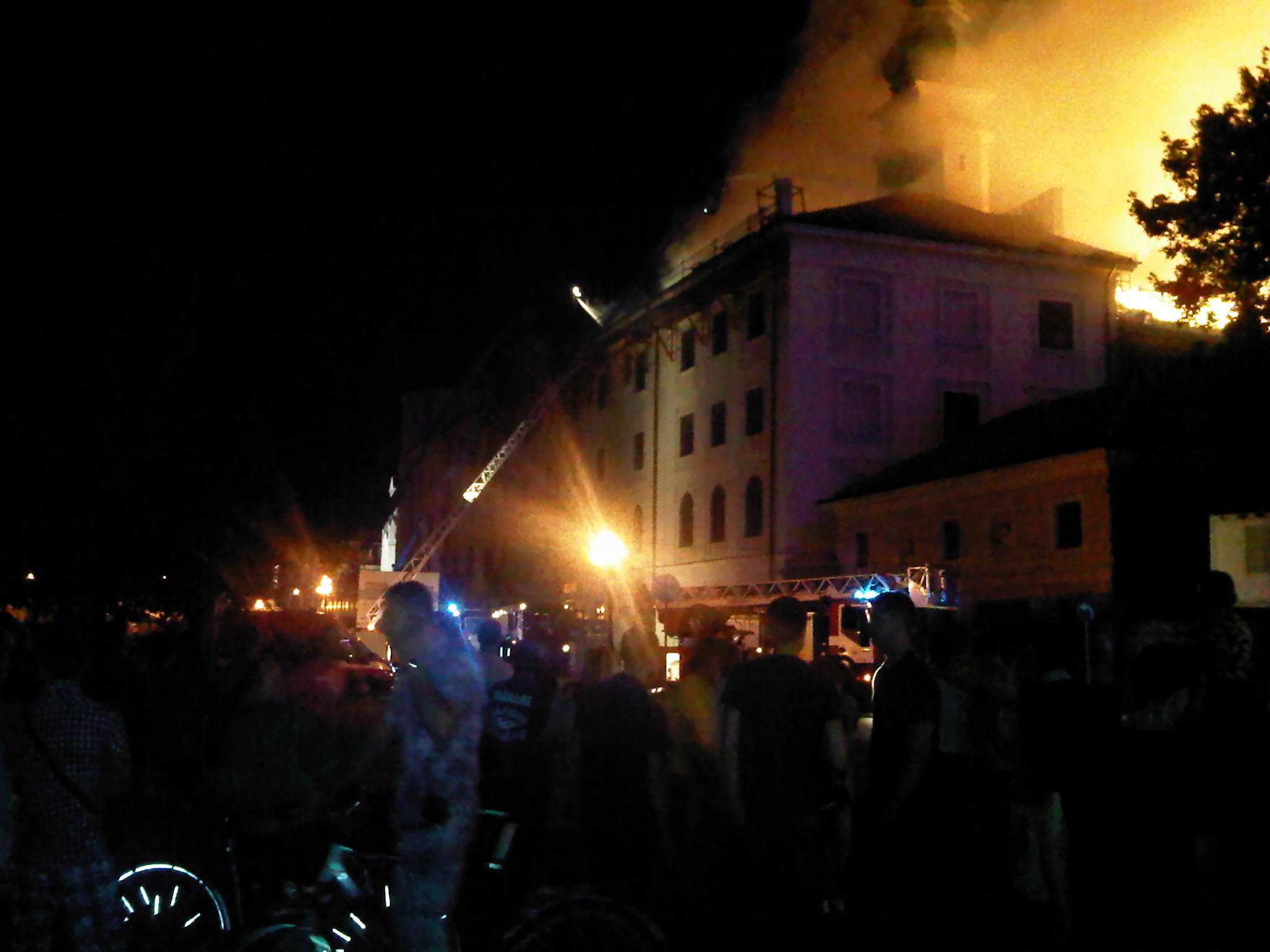
Treballs d'extinció de l'incendi al Castell de Riga de 2013

Els treballadors que duien a terme la restauració del Castell de Riga, que van començar el desembre de 2012, acabaven el torn a les 18:45. Al voltant de les 22.20 de la nit del 20 de juny de 2013, es va declarar un incendi al castell. A aquella hora el castell només estava guardat per la polocia militar.
Després de mitjanit, les autoritats van declarar que l'incendi havia assolit el màxim nivell, es podia veure des de l'altre costat del riu. Al voltant de la una de la matinada, hi havia treballant 79 efectius, 11 tancs, 3 escales, 1 plataforma i 3 vehicles especials, and that one firefighter, who was poisoned by the smoke, had been hospitalized. Poc abans de les dues, el teulat del castell ja no va ser visible, havia estat consumit per les flames. A les 3:53 la font de l'incendi havia estat localitzat i extingit, i a les 4:45 el trànsit es va reobrir entre l'embarcament 11 de novembre, entre el Pont de Pedra i els Pont Vanšu.
El cos de bombers de Riga va usar tots els recursos que tenien disponibles, fins i tot es van demanar efectius als bombers de Jūrmala. El caporal de la policia militar Alvis Brūveris va baixar la bandera de Letònia del castell, per tornar a ser hissada el divendres següent per l'oficial de policia Aldis Dortāns. El president de Letònia Andris Bērziņš va descriure l'incendi com un desastre nacional en la visita que va fer per inspeccionar els danys el matí següent a l'incendi.